# Azara petiolaris
Azara petiolaris là một loài thực vật có hoa trong họ Liễu. Loài này được (D. Don) I.M. Johnst. mô tả khoa học đầu tiên năm 1938.

## Hình ảnh

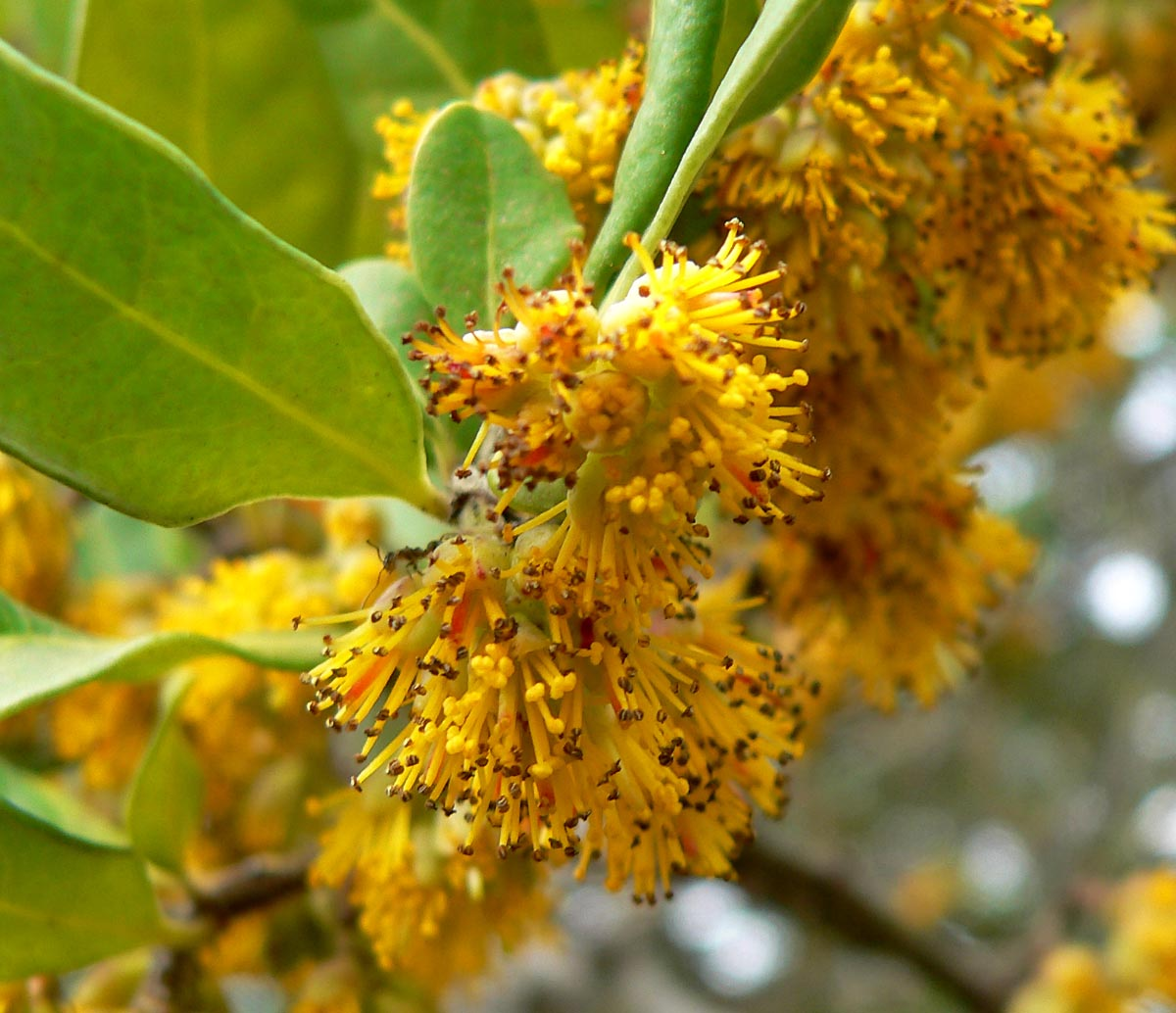